# Danh sách lãnh thổ phụ thuộc tự trị và các lãnh thổ phụ thuộc độc lập
Lãnh thổ tự trị có thể định nghĩa như 1 phần của mẫu quốc được quyền tự cai quản, có những đặc trưng của văn hoá bản địa (dân tộc, ngôn ngữ, tôn giáo, đặc điểm địa lý), kinh tế, xã hội (hành pháp, hành chính, tổ chức bộ máy chính quyền và chính phủ).

## Lãnh thổ tự trịcó Điều ước quốc tế
| Quốc gia   | Vùng                                    | Vùng               | Năm  | Điều ước quốc tế                                        |
| ---------- | --------------------------------------- | ------------------ | ---- | ------------------------------------------------------- |
| Trung Quốc | Đặc khu hành chính 特別行政區           | Hồng Kông          | 1997 | Tuyên bố chung Trung-Anh 1984                           |
| Trung Quốc | Đặc khu hành chính 特別行政區           | Ma Cao             | 1999 | Tuyên bố chung Trung-Bồ Đào Nha 1987                    |
| Phần Lan   | Tỉnh tự trị itsehallinnollinen maakunta | Quần đảo Åland     | 1922 | Hiệp ước Åland. Đạo luật về quyền tự chủ của Åland 1920 |
| Anh Quốc   | Quốc gia của VQ Liên hiệp Anh           | Bắc Ireland        | 1998 | Thỏa thuận Thứ Sáu Tốt lành (1998)                      |
| Palestine  | Cơ quan hành chính lâm thời             | Dải Gaza và Bờ Tây | 1994 | Hiệp định hòa bình Oslo (1993)                          |

## Lãnh thổ có quyền tự trị đặc biệt do lịch sử để lại
Các lãnh thổ trong 1 quốc gia lại có quyền tự trị đặc biệt, nhưng không phải là tự trị hoàn chỉnh.
| Quốc gia | Vùng tự trị đặc biệt  | Trạng thái |
| -------- | --------------------- | --- |
| Na Uy    | Svalbard              | Chủ quyền của Na Uy bị giới hạn bởi Hiệp ước Spitsbergen 1920. Được coi là có vị trí đặc biệt vì nó tích hợp đầy đủ với Na Uy, nhưng lại không phụ thuộc; nó là một trường hợp generis sui. |
| Đức      | Heligoland            | Là 1 phần của bang Schleswig-Holstein của Đức, nhưng lại không tham gia một số quy phạm của Liên minh châu Âu, chẳng hạn như Liên minh thuế quan và Khu vực thuế giá trị gia tăng.          |
| Đức      | Büsingen am Hochrhein | Là bộ phận không tách rời của chính quốc, nhưng 2 địa hạt này lại sử dụng Franc Thụy Sĩ như là tiền tệ, và tham gia Liên minh thuế quan với Thụy Sĩ                                         |
| Ý        | Campione d'Italia     | Là bộ phận không tách rời của chính quốc, nhưng 2 địa hạt này lại sử dụng Franc Thụy Sĩ như là tiền tệ, và tham gia Liên minh thuế quan với Thụy Sĩ                                         |

## Lãnh thổ tự trị có công nhận
Bảng sau đây trình bày các lãnh thổ tự trị:
| Quốc gia             | Trạng thái                        | Tên vùng tự trị                              |
| -------------------- | --------------------------------- | -------------------------------------------- |
| Úc                   | Lãnh thổ bên ngoài                | Đảo Norfolk                                  |
| Azerbaijan           | Cộng hoà tự trị                   | Nakhchivan                                   |
| Bosna và Hercegovina | Cộng hoà                          | Cộng hòa Srpska                              |
| Canada               | Tỉnh bang tự trị                  | Nunavut                                      |
| Chile                | Đảo xa                            | Đảo Phục Sinh                                |
| Chile                | Lãnh thổ đặc biệt                 | Quần đảo Juan Fernández                      |
| Trung Quốc           | Khu tự trị                        | Ninh Hạ                                      |
| Trung Quốc           | Khu tự trị                        | Nội Mông                                     |
| Trung Quốc           | Khu tự trị                        | Quảng Tây                                    |
| Trung Quốc           | Khu tự trị                        | Tân Cương                                    |
| Trung Quốc           | Khu tự trị                        | Tây Tạng                                     |
| Colombia             | Khu tự trị                        | San Andrés y Providencia                     |
| Đan Mạch             | Vùng tự trị                       | Quần đảo Faroe                               |
| Đan Mạch             | Đảo tự trị                        | Greenland                                    |
| Phần Lan             | Tỉnh tự trị                       | Quần đảo Åland                               |
| Pháp                 | Lãnh thổ                          | Corse                                        |
| Pháp                 | Lãnh thổ hải ngoại                | Mayotte                                      |
| Pháp                 | Lãnh thổ hải ngoại                | Nouvelle-Calédonie                           |
| Pháp                 | Lãnh thổ hải ngoại                | Polynésie thuộc Pháp                         |
| Pháp                 | Lãnh thổ hải ngoại                | Saint-Martin                                 |
| Pháp                 | Lãnh thổ hải ngoại                | Saint-Barthélemy                             |
| Pháp                 | Lãnh thổ hải ngoại                | Saint-Pierre và Miquelon                     |
| Pháp                 | Lãnh thổ hải ngoại                | Vùng đất phía Nam và châu Nam Cực thuộc Pháp |
| Pháp                 | Lãnh thổ hải ngoại                | Wallis và Futuna                             |
| Gruzia               | Cộng hoà lâm thời                 | Nam Ossetia                                  |
| Gruzia               | Cộng hoà tự trị                   | Abkhazia                                     |
| Gruzia               | Cộng hoà tự trị                   | Adjara                                       |
| Hy Lạp               | Quốc gia tu viện tự trị           | Núi Athos                                    |
| Ấn Độ                | Bang tự trị                       | Jammu và Kashmir                             |
| Indonesia            | Tỉnh đặc biệt                     | Aceh                                         |
| Indonesia            | Tỉnh tự trị                       | Papua                                        |
| Indonesia            | Tỉnh tự trị đặc biệt              | Tây Papua                                    |
| Iraq                 | Vùng tự trị                       | Kurdistan thuộc Iraq                         |
| Ý                    | Vùng tự trị                       | Thung lũng Aosta                             |
| Ý                    | Vùng tự trị                       | Friuli-Venezia Giulia                        |
| Ý                    | Vùng tự trị                       | Sardegna                                     |
| Ý                    | Vùng tự trị                       | Sicilia                                      |
| Ý                    | Vùng tự trị                       | Trentino-Nam Tirol                           |
| Mauritius            | Vùng đảo tự trị                   | Rodrigues                                    |
| Moldova              | Cộng hoà tự trị                   | Transnistria                                 |
| Moldova              | Lãnh thổ tự trị                   | Gagauzia                                     |
| Hà Lan               | Đảo tự trị                        | Antille thuộc Hà Lan                         |
| Hà Lan               | Đảo tự trị                        | Aruba                                        |
| New Zealand          | Liên hiệp tự do                   | Niue                                         |
| New Zealand          | Liên hiệp tự do                   | Quần đảo Cook                                |
| New Zealand          | Lãnh thổ                          | Tokelau                                      |
| Nicaragua            | Vùng tự trị                       | Bắc Đại Tây Dương                            |
| Nicaragua            | Vùng tự trị                       | Nam Đại Tây Dương                            |
| Pakistan             | Bang tự trị                       | Azad Kashmir                                 |
| Pakistan             | Vùng tự trị                       | Lãnh thổ Bắc                                 |
| Papua New Guinea     | Vùng tự trị                       | Bougainville                                 |
| Philippines          | Vùng tự trị                       | Muslim Mindanao                              |
| Bồ Đào Nha           | Vùng tự trị                       | Açores                                       |
| Bồ Đào Nha           | Vùng tự trị                       | Madeira                                      |
| Nga                  | Cộng hoà                          | Adygea                                       |
| Nga                  | Cộng hoà                          | Altai                                        |
| Nga                  | Cộng hoà                          | Bắc Ossetia-Alania                           |
| Nga                  | Cộng hoà                          | Bashkortostan                                |
| Nga                  | Cộng hoà                          | Buryatia                                     |
| Nga                  | Cộng hoà                          | Chechnya                                     |
| Nga                  | Cộng hoà                          | Chuvashia                                    |
| Nga                  | Cộng hoà                          | Mari El                                      |
| Nga                  | Cộng hoà                          | Dagestan                                     |
| Nga                  | Cộng hoà                          | Ingushetiya                                  |
| Nga                  | Cộng hoà                          | Kabardino-Balkaria                           |
| Nga                  | Cộng hoà                          | Kalmykia                                     |
| Nga                  | Cộng hoà                          | Karachay-Cherkessia                          |
| Nga                  | Cộng hoà                          | Karelia                                      |
| Nga                  | Cộng hoà                          | Khakassia                                    |
| Nga                  | Cộng hoà                          | Komi                                         |
| Nga                  | Cộng hoà                          | Mordovia                                     |
| Nga                  | Cộng hoà                          | Cộng hòa Sakha                               |
| Nga                  | Cộng hoà                          | Tatarstan                                    |
| Nga                  | Cộng hoà                          | Cộng hòa Tuva                                |
| Nga                  | Cộng hoà                          | Udmurtia                                     |
| Nga                  | Cộng hoà tự trị                   | Krym                                         |
| Nga                  | Khu tự trị                        | Chukotka                                     |
| Nga                  | Khu tự trị                        | Nenets                                       |
| Nga                  | Khu tự trị                        | Yamalo-Nenets                                |
| Nga                  | Tỉnh tự trị                       | Do Thái                                      |
| Nga                  | Tỉnh tự trị                       | Khantia-Mansia                               |
| Saint Kitts và Nevis | Đảo tự trị                        | Nevis                                        |
| São Tomé và Príncipe | Vùng tự trị                       | Príncipe                                     |
| Hàn Quốc             | Tỉnh tự trị                       | Jeju-do                                      |
| Tây Ban Nha          | Cộng đồng tự trị                  | Andalucía                                    |
| Tây Ban Nha          | Cộng đồng tự trị                  | Basque                                       |
| Tây Ban Nha          | Cộng đồng tự trị                  | Catalonia                                    |
| Tây Ban Nha          | Cộng đồng tự trị                  | Galicia                                      |
| Tây Ban Nha          | Cộng đồng tự trị                  | Quần đảo Baleares                            |
| Tây Ban Nha          | Cộng đồng tự trị                  | Quần đảo Canaria                             |
| Tây Ban Nha          | Thành phố tự trị                  | Ceuta                                        |
| Tây Ban Nha          | Thành phố tự trị                  | Mellilä                                      |
| Tajikistan           | Tỉnh tự trị                       | Gorno-Badakhshan                             |
| Tanzania             | Chính quyền cách mạng             | Zanzibar                                     |
| Đông Timor           | Vùng hành chính đặc biệt          | Oecussi-Ambeno                               |
| Trinidad và Tobago   | Đảo tự trị                        | Tobago                                       |
| Anh Quốc             | Quốc gia của VQ Liên hiệp Anh     | Scotland                                     |
| Anh Quốc             | Quốc gia của VQ Liên hiệp Anh     | Wales                                        |
| Anh Quốc             | Lãnh thổ trực thuộc Hoàng gia Anh | Đảo Man                                      |
| Anh Quốc             | Lãnh thổ trực thuộc Hoàng gia Anh | Guernsey                                     |
| Anh Quốc             | Lãnh thổ trực thuộc Hoàng gia Anh | Jersey                                       |
| Anh Quốc             | Cộng đồng tự trị                  | Anguilla                                     |
| Anh Quốc             | Lãnh thổ hải ngoại                | Bermuda                                      |
| Anh Quốc             | Lãnh thổ hải ngoại                | Gibraltar                                    |
| Anh Quốc             | Lãnh thổ hải ngoại                | Montserrat                                   |
| Anh Quốc             | Lãnh thổ hải ngoại                | Quần đảo Cayman                              |
| Anh Quốc             | Lãnh thổ hải ngoại                | Quần đảo Falkland                            |
| Anh Quốc             | Lãnh thổ hải ngoại                | Quần đảo Pitcairn                            |
| Anh Quốc             | Lãnh thổ hải ngoại                | Quần đảo Turks và Caicos                     |
| Anh Quốc             | Lãnh thổ hải ngoại                | Quần đảo Virgin thuộc Anh                    |
| Anh Quốc             | Lãnh thổ hải ngoại                | Saint Helena                                 |
| Hoa Kỳ               | Lãnh thổ hải ngoại                | Puerto Rico                                  |
| Hoa Kỳ               | Lãnh thổ hải ngoại                | Quần đảo Bắc Mariana                         |
| Hoa Kỳ               | Lãnh thổ hải ngoại                | Quần đảo Virgin thuộc Mỹ                     |
| Hoa Kỳ               | Lãnh thổ hải ngoại                | Guam                                         |
| Hoa Kỳ               | Lãnh thổ hải ngoại                | Samoa thuộc Mỹ                               |
| Uzbekistan           | Cộng hoà                          | Qaraqalpaqstan                               |
| Palestine            | Thẩm quyền quốc gia               | Palestine                                    |

## Lãnh thổ tự trị độc lập trên thực tế
Bảng sau đây liệt kê những vùng tự trị độc lập trên thực tế (de facto):
| Quốc gia sở hữu | Trạng thái                | Vùng tự trị                    |
| --------------- | ------------------------- | ------------------------------ |
| Azerbaijan      | Cộng hoà                  | Artsakh                        |
| Bolivia         | Khu tự trị                | Santa Cruz                     |
| Cameroon        | Bang độc lập              | Ambazonia                      |
| Síp             | Cộng hoà                  | Bắc Síp                        |
| Ý               | Khu tự trị                | Dòng Chiến sĩ Toàn quyền Malta |
| Serbia          | Cộng hoà (đang tranh cãi) | Kosovo                         |
| Somalia         | Bang độc lập              | Galmudug                       |
| Somalia         | Bang độc lập              | Maakhir                        |
| Somalia         | Bang độc lập              | Northland                      |
| Somalia         | Bang tự trị               | Puntland                       |
| Somalia         | Cộng hoà                  | Somaliland                     |